# Masten Space Systems
Masten Space Systems är ett företag baserat i Mojave, Kalifornien.
De utvecklar återvinningsbara raketer och har i arbetat hårt på att konsturera en fungerande raket till Northrop Grumman Lunar Lander Challenge på årets Wirefly X PRIZE CUP. De var dock tvungna att avbryta det arbetet efter att en underleverantör misslyckats med att konstruera fungerande bränsletankar.

## Fotnoter
1. ↑  Masten Space Systems Arkiverad 11 oktober 2007 hämtat från the Wayback Machine., utvecklingsblog från 20070918